# 3. etape af Vuelta a España 2025
3. etape af Vuelta a España 2025 er en 139 km lang middel bjergetape med en samlet stigning på 1.986 m. Den bliver kørt i Italien den 25. august 2025 med start i San Maurizio Canavese og mål i Ceres.

## Resultater

### Etaperesultat
| \| Etaperesultat \| Etaperesultat \| Etaperesultat \| Etaperesultat \| Etaperesultat \| \| Rytter \| Rytter \| Hold \| Tid \| \| \| ------------- \| ------------- \| ------------- \| ------------- \| ------------- \| |        |      |     |
| |        |      |     |
| Kilde: ProCyclingStats |        |      |     |
| Etaperesultat |        |      |     |
| Rytter | Rytter | Hold | Tid |

### Klassement efter etapen
| \| Samlede stilling \| Samlede stilling \| Samlede stilling \| Samlede stilling \| Samlede stilling \| \| Rytter \| Rytter \| Hold \| Tid \| \| \| ---------------- \| ---------------- \| ---------------- \| ---------------- \| ---------------- \| |        |      |     |
| |        |      |     |
| Kilde: ProCyclingStats |        |      |     |
| Samlede stilling |        |      |     |
| Rytter | Rytter | Hold | Tid |

#### Pointkonkurrencen
| Pointkonkurrence | Pointkonkurrence | Pointkonkurrence | Pointkonkurrence | Pointkonkurrence |
| Rytter           | Rytter           | Hold             | Point            |                  |
| ---------------- | ---------------- | ---------------- | ---------------- | ---------------- |

#### Bjergkonkurrencen
| Bjergkonkurrence | Bjergkonkurrence | Bjergkonkurrence | Bjergkonkurrence | Bjergkonkurrence |
| Rytter           | Rytter           | Hold             | Point            |                  |
| ---------------- | ---------------- | ---------------- | ---------------- | ---------------- |

#### Ungdomskonkurrencen
| Ungdomskonkurrence | Ungdomskonkurrence | Ungdomskonkurrence | Ungdomskonkurrence | Ungdomskonkurrence |
| Rytter             | Rytter             | Hold               | Tid                |                    |
| ------------------ | ------------------ | ------------------ | ------------------ | ------------------ |

#### Holdkonkurrencen
| Holdkonkurrence | Holdkonkurrence | Holdkonkurrence | Holdkonkurrence |
| Hold            | Hold            | Tid             |                 |
| --------------- | --------------- | --------------- | --------------- |